# جورج بواس
جورج بواس (بالإنجليزية: George Boas)‏ هو مؤرخ فلسفة وفيلسوف أمريكي، ولد في 28 أغسطس 1891 في بروفيدنس في الولايات المتحدة، وتوفي في 17 مارس 1980 في توسون في الولايات المتحدة.